# Medaglie maschili dei Campionati europei di nuoto in vasca corta
In questa pagina sono elencate tutte le medaglie maschili dei campionati europei di nuoto in vasca corta, organizzati dalla LEN, a partire da Gelsenkirchen 1991 fino a Kazan 2021.

## Stile libero

### 50 metri
| Edizione           | Oro                                 | Argento                                             | Bronzo                                               |
| ------------------ | ----------------------------------- | --------------------------------------------------- | ---------------------------------------------------- |
| Gelsenkirchen 1991 | Aleksandr Popov ( Unione Sovietica) | Silko Günzel ( Germania)                            | Joakim Holmqvist ( Svezia)                           |
| Espoo 1992         | Yuri Vlasov ( Ucraina)              | Mark Pinger ( Germania)                             | Mark Foster ( Gran Bretagna)                         |
| Gateshead 1993     | Joakim Holmqvist ( Svezia)          | Vladimir Predkin ( Russia) Silko Günzel ( Germania) |                                                      |
| Stavanger 1994     | Krzysztof Cwalina ( Polonia)        | Joakim Holmqvist ( Svezia)                          | Silko Günzel ( Germania)                             |
| Rostock 1996       | Mark Foster ( Gran Bretagna)        | René Gusperti ( Italia)                             | Dimitri Kalinovski ( Bielorussia)                    |
| Sheffield 1998     | Mark Foster ( Gran Bretagna)        | Mark Veens ( Paesi Bassi)                           | Pieter van den Hoogenband ( Paesi Bassi)             |
| Lisbona 1999       | Mark Foster ( Gran Bretagna)        | Pieter van den Hoogenband ( Paesi Bassi)            | Lorenzo Vismara ( Italia)                            |
| Valencia 2000      | Stefan Nystrand ( Svezia)           | Mark Foster ( Gran Bretagna)                        | Oleksandr Volynec' ( Ucraina)                        |
| Anversa 2001       | Stefan Nystrand ( Svezia)           | Oleksandr Volynec' ( Ucraina)                       | Pieter van den Hoogenband ( Paesi Bassi)             |
| Riesa 2002         | Stefan Nystrand ( Svezia)           | Lorenzo Vismara ( Italia)                           | Rolandas Gimbutis ( Lituania)                        |
| Dublino 2003       | Mark Foster ( Gran Bretagna)        | Milorad Čavić ( Serbia e Montenegro)                | Bartosz Kizierowski ( Polonia)                       |
| Vienna 2004        | Mark Foster ( Gran Bretagna)        | Mark Veens ( Paesi Bassi)                           | Eduardo Lorente ( Spagna)                            |
| Trieste 2005       | Mark Foster ( Gran Bretagna)        | Frédérick Bousquet ( Francia)                       | Johan Kenkhuis ( Paesi Bassi)                        |
| Helsinki 2006      | Eduardo Lorente ( Spagna)           | Milorad Čavić ( Serbia)                             | Julien Sicot ( Francia)                              |
| Debrecen 2007      | Stefan Nystrand ( Svezia)           | Duje Draganja ( Croazia)                            | Alain Bernard ( Francia)                             |
| Fiume 2008         | Amaury Leveaux ( Francia)           | Frédérick Bousquet ( Francia)                       | Duje Draganja ( Croazia) Evgeny Lagunov ( Russia)    |
| Istanbul 2009      | Frédérick Bousquet ( Francia)       | Duje Draganja ( Croazia)                            | Sergey Fesikov ( Russia)                             |
| Eindhoven 2010     | Steffen Deibler ( Germania)         | Marco Orsi ( Italia)                                | Andriy Govorov ( Ucraina)                            |
| Stettino 2011      | Konrad Czerniak ( Polonia)          | Sergey Fesikov ( Russia)                            | Marco Orsi ( Italia)                                 |
| Chartres 2012      | Florent Manaudou ( Francia)         | Vladimir Morozov ( Russia)                          | Frédérick Bousquet ( Francia)                        |
| Herning 2013       | Vladimir Morozov ( Russia)          | Marco Orsi ( Italia)                                | Andrij Hovorov ( Ucraina)                            |
| Netanya 2015       | Evgeny Sedov ( Russia)              | Marco Orsi ( Italia)                                | Sebastian Szczepanski ( Polonia)                     |
| Copenaghen 2017    | Vladimir Morozov ( Russia)          | Benjamin Proud ( Gran Bretagna)                     | Luca Dotto ( Italia)                                 |
| Glasgow 2019       | Vladimir Morozov ( Russia)          | Florent Manaudou ( Francia)                         | Maksim Lobanovskii ( Ungheria)                       |
| Kazan 2021         | Szebasztián Szabó ( Ungheria)       | Lorenzo Zazzeri ( Italia)                           | Vladimir Morozov ( Russia) Paweł Juraszek ( Polonia) |

- Atleta più premiato: Mark Foster ( Gran Bretagna)
- Nazione più medagliata:   Gran Bretagna 6  2  1

### 100 metri
| Edizione        | Oro                                      | Argento                                  | Bronzo                                             |
| --------------- | ---------------------------------------- | ---------------------------------------- | -------------------------------------------------- |
| Rostock 1996    | Lars Conrad ( Germania)                  | Nicolae Butacu ( Romania)                | Nicolae Ivan ( Romania)                            |
| Sheffield 1998  | Lars Frölander ( Svezia)                 | Pieter van den Hoogenband ( Paesi Bassi) | Mark Veens ( Paesi Bassi)                          |
| Lisbona 1999    | Pieter van den Hoogenband ( Paesi Bassi) | Lars Frölander ( Svezia)                 | Karel Nový ( Svizzera)                             |
| Valencia 2000   | Stefan Nystrand ( Svezia)                | Denis Pimankov ( Russia)                 | Karel Nový ( Svizzera)                             |
| Anversa 2001    | Stefan Nystrand ( Svezia)                | Pieter van den Hoogenband ( Paesi Bassi) | Romain Barnier ( Francia) Duje Draganja ( Croazia) |
| Riesa 2002      | Lorenzo Vismara ( Italia)                | Jere Hård ( Finlandia)                   | Johan Kenkhuis ( Paesi Bassi)                      |
| Dublino 2003    | Pieter van den Hoogenband ( Paesi Bassi) | Filippo Magnini ( Italia)                | Christian Galenda ( Italia)                        |
| Vienna 2004     | Frédérick Bousquet ( Francia)            | Filippo Magnini ( Italia)                | Jens Schreiber ( Germania)                         |
| Trieste 2005    | Filippo Magnini ( Italia)                | Steffen Deibler ( Germania)              | Evgeny Lagunov ( Russia)                           |
| Helsinki 2006   | Filippo Magnini ( Italia)                | Stefan Nystrand ( Svezia)                | Alain Bernard ( Francia)                           |
| Debrecen 2007   | Alain Bernard ( Francia)                 | Stefan Nystrand ( Svezia)                | Filippo Magnini ( Italia)                          |
| Fiume 2008      | Amaury Leveaux ( Francia)                | Fabien Gilot ( Francia)                  | Filippo Magnini ( Italia)                          |
| Istanbul 2009   | Amaury Leveaux ( Francia)                | Daniil Izotov ( Russia)                  | Evgeny Lagunov ( Russia)                           |
| Eindhoven 2010  | Daniil Izotov ( Russia)                  | Evgeny Lagunov ( Russia)                 | Luca Dotto ( Italia)                               |
| Stettino 2011   | Sergej Fesikov ( Russia)                 | Luca Dotto ( Italia)                     | Krisztián Takács ( Ungheria)                       |
| Chartres 2012   | Vladimir Morozov ( Russia)               | Evgeny Lagunov ( Russia)                 | Yannick Agnel ( Francia)                           |
| Herning 2013    | Vladimir Morozov ( Russia)               | Danila Izotov ( Russia)                  | Marco Orsi ( Italia)                               |
| Netanya 2015    | Marco Orsi ( Italia)                     | Pieter Timmers ( Belgio)                 | Sebastian Szczepanski ( Polonia)                   |
| Copenaghen 2017 | Luca Dotto ( Italia)                     | Pieter Timmers ( Belgio)                 | Duncan Scott ( Gran Bretagna)                      |
| Glasgow 2019    | Vladimir Morozov ( Russia)               | Alessandro Miressi ( Italia)             | Vladislav Grinëv ( Russia)                         |
| Kazan 2021      | Kliment Kolesnikov ( Russia)             | Alessandro Miressi ( Italia)             | Vladislav Grinëv ( Russia)                         |

- Atleta più premiato: Filippo Magnini ( Italia)
- Nazione più medagliata:   Russia 6  5  4

### 200 metri
| Edizione        | Oro                                      | Argento                         | Bronzo                                                     |
| --------------- | ---------------------------------------- | ------------------------------- | ---------------------------------------------------------- |
| Rostock 1996    | Lars Conrad ( Germania)                  | Andrew Clayton ( Gran Bretagna) | Konstantin Dubrovin ( Germania)                            |
| Sheffield 1998  | Pieter van den Hoogenband ( Paesi Bassi) | Massimiliano Rosolino ( Italia) | Jacob Carstensen ( Danimarca)                              |
| Lisbona 1999    | Pieter van den Hoogenband ( Paesi Bassi) | Massimiliano Rosolino ( Italia) | Stefan Herbst ( Germania)                                  |
| Valencia 2000   | Massimiliano Rosolino ( Italia)          | Květoslav Svoboda ( Rep. Ceca)  | Paul Palmer ( Gran Bretagna)                               |
| Anversa 2001    | Pieter van den Hoogenband ( Paesi Bassi) | Květoslav Svoboda ( Rep. Ceca)  | Stefan Herbst ( Germania)                                  |
| Riesa 2002      | Emiliano Brembilla ( Italia)             | Květoslav Svoboda ( Rep. Ceca)  | Matteo Pelliciari ( Italia)                                |
| Dublino 2003    | Pieter van den Hoogenband ( Paesi Bassi) | Květoslav Svoboda ( Rep. Ceca)  | Saulius Binevičius ( Lituania)                             |
| Vienna 2004     | Filippo Magnini ( Italia)                | Massimiliano Rosolino ( Italia) | Paweł Korzeniowski ( Polonia)                              |
| Trieste 2005    | Filippo Magnini ( Italia)                | Massimiliano Rosolino ( Italia) | Ross Davenport ( Gran Bretagna)                            |
| Helsinki 2006   | Filippo Magnini ( Italia)                | Massimiliano Rosolino ( Italia) | Paweł Korzeniowski ( Polonia)                              |
| Debrecen 2007   | Filippo Magnini ( Italia)                | Paul Biedermann ( Germania)     | Paweł Korzeniowski ( Polonia)                              |
| Fiume 2008      | Daniil Izotov ( Russia)                  | Dominik Meichtry ( Svizzera)    | Massimiliano Rosolino ( Italia)                            |
| Istanbul 2009   | Paul Biedermann ( Germania)              | Daniil Izotov ( Russia)         | Nikita Lobintsev ( Russia)                                 |
| Eindhoven 2010  | Danila Izotov ( Russia)                  | Paul Biedermann ( Germania)     | Evgeny Lagunov ( Russia)                                   |
| Stettino 2011   | Paul Biedermann ( Germania)              | Filippo Magnini ( Italia)       | László Cseh ( Ungheria)                                    |
| Chartres 2012   | Yannick Agnel ( Francia)                 | Pieter Timmers ( Belgio)        | Grégory Mallet ( Francia)                                  |
| Herning 2013    | Danila Izotov ( Russia)                  | Nikita Lobincev ( Russia)       | Filippo Magnini ( Italia) Dominik Kozma ( Ungheria)        |
| Netanya 2015    | Paul Biedermann ( Germania)              | Pieter Timmers ( Belgio)        | Glenn Surgeloose ( Belgio) Viacheslav Andrusenko ( Russia) |
| Copenaghen 2017 | Danas Rapšys ( Lituania)                 | Aleksandr Krasnych ( Russia)    | Duncan Scott ( Gran Bretagna)                              |
| Glasgow 2019    | Danas Rapšys ( Lituania)                 | Duncan Scott ( Gran Bretagna)   | Michail Vekoviščev ( Russia)                               |
| Kazan 2021      | David Popovici ( Romania)                | Luc Kroon ( Paesi Bassi)        | Stan Pijnenburg ( Paesi Bassi)                             |

- Atleta più premiato: Filippo Magnini ( Italia)
- Nazione più medagliata:  Italia 6  6  3

### 400 metri
| Edizione        | Oro                                                     | Argento                            | Bronzo                             |
| --------------- | ------------------------------------------------------- | ---------------------------------- | ---------------------------------- |
| Rostock 1996    | Emiliano Brembilla ( Italia)                            | Stefan Pohl ( Germania)            | Dimitrios Manganas ( Grecia)       |
| Sheffield 1998  | Emiliano Brembilla ( Italia)                            | Massimiliano Rosolino ( Italia)    | Jacob Carstensen ( Danimarca)      |
| Lisbona 1999    | Massimiliano Rosolino ( Italia)                         | Jörg Hoffmann ( Germania)          | James Salter ( Gran Bretagna)      |
| Valencia 2000   | Massimiliano Rosolino ( Italia)                         | Paul Palmer ( Gran Bretagna)       | Květoslav Svoboda ( Rep. Ceca)     |
| Anversa 2001    | Emiliano Brembilla ( Italia)                            | Jörg Hoffmann ( Germania)          | Jacob Carstensen ( Danimarca)      |
| Riesa 2002      | Emiliano Brembilla ( Italia)                            | Yuri Prilukov ( Russia)            | Athanasios Oikonomou ( Grecia)     |
| Dublino 2003    | Massimiliano Rosolino ( Italia) Yuri Prilukov ( Russia) |                                    | Květoslav Svoboda ( Rep. Ceca)     |
| Vienna 2004     | Massimiliano Rosolino ( Italia)                         | Yuri Prilukov ( Russia)            | Paweł Korzeniowski ( Polonia)      |
| Trieste 2005    | Yuri Prilukov ( Russia)                                 | Paweł Korzeniowski ( Polonia)      | Paul Biedermann ( Germania)        |
| Helsinki 2006   | Yuri Prilukov ( Russia)                                 | Przemysław Stańczyk ( Polonia)     | Paweł Korzeniowski ( Polonia)      |
| Debrecen 2007   | Paweł Korzeniowski ( Polonia)                           | Paul Biedermann ( Germania)        | Gergő Kis ( Ungheria)              |
| Fiume 2008      | Paul Biedermann ( Germania)                             | Massimiliano Rosolino ( Italia)    | Mads Glæsner ( Danimarca)          |
| Istanbul 2009   | Paul Biedermann ( Germania)                             | Nikita Lobintsev ( Russia)         | Mads Glæsner ( Danimarca)          |
| Eindhoven 2010  | Paul Biedermann ( Germania)                             | Federico Colbertaldo ( Italia)     | Alexander Selin ( Russia)          |
| Stettino 2011   | Paul Biedermann ( Germania)                             | Mads Glæsner ( Danimarca)          | Paweł Korzeniowski ( Polonia)      |
| Chartres 2012   | Yannick Agnel ( Francia)                                | Gabriele Detti ( Italia)           | Andrea Mitchell D'Arrigo ( Italia) |
| Herning 2013    | Nikita Lobincev ( Russia)                               | Andrea Mitchell D'Arrigo ( Italia) | Velimir Stjepanović ( Serbia)      |
| Netanya 2015    | Péter Bernek ( Ungheria)                                | Paul Biedermann ( Germania)        | Gabriele Detti ( Italia)           |
| Copenaghen 2017 | Aleksandr Krasnych ( Russia)                            | Péter Bernek ( Ungheria)           | Henrik Christiansen ( Norvegia)    |
| Glasgow 2019    | Danas Rapšys ( Lituania)                                | Thomas Dean ( Gran Bretagna)       | Gabriele Detti ( Italia)           |
| Kazan 2021      | Luc Kroon ( Paesi Bassi)                                | Matteo Ciampi ( Italia)            | Marco De Tullio ( Italia)          |

- Atleta più premiato: Massimiliano Rosolino ( Italia)
- Nazione più medagliata:  Italia 8  6  4

### 800 metri
| Edizione   | Oro                            | Argento                       | Bronzo                   |
| ---------- | ------------------------------ | ----------------------------- | ------------------------ |
| Kazan 2021 | Gregorio Paltrinieri ( Italia) | Florian Wellbrock ( Germania) | Sven Schwarz ( Germania) |

- Atleta più premiato: Gregorio Paltrinieri ( Italia)
- Nazione più medagliata:  Italia 1

### 1500 metri
| Edizione        | Oro                             | Argento                         | Bronzo                          |
| --------------- | ------------------------------- | ------------------------------- | ------------------------------- |
| Rostock 1996    | Igor Snitko ( Ucraina)          | Ian Wilson ( Gran Bretagna)     | Thomas Lohfink ( Germania)      |
| Sheffield 1998  | Graeme Smith ( Gran Bretagna)   | Igor Snitko ( Ucraina)          | Emiliano Brembilla ( Italia)    |
| Lisbona 1999    | Igor Chervynskyi ( Ucraina)     | Jörg Hoffmann ( Germania)       | Teo Edo ( Spagna)               |
| Valencia 2000   | Massimiliano Rosolino ( Italia) | Frederik Hviid ( Spagna)        | Igor Chervynskyi ( Ucraina)     |
| Anversa 2001    | Jörg Hoffmann ( Germania)       | Alexei Filipets ( Russia)       | Nicolas Rostoucher ( Francia)   |
| Riesa 2002      | Yuri Prilukov ( Russia)         | David Davies ( Gran Bretagna)   | Christian Minotti ( Italia)     |
| Dublino 2003    | Yuri Prilukov ( Russia)         | Graeme Smith ( Gran Bretagna)   | Massimiliano Rosolino ( Italia) |
| Vienna 2004     | Yuri Prilukov ( Russia)         | David Davies ( Gran Bretagna)   | Massimiliano Rosolino ( Italia) |
| Trieste 2005    | Yuri Prilukov ( Russia)         | David Davies ( Gran Bretagna)   | Mateusz Sawrymowicz ( Polonia)  |
| Helsinki 2006   | Yuri Prilukov ( Russia)         | Mateusz Sawrymowicz ( Polonia)  | Sébastien Rouault ( Francia)    |
| Debrecen 2007   | Mateusz Sawrymowicz ( Polonia)  | Gergő Kis ( Ungheria)           | Federico Colbertaldo ( Italia)  |
| Fiume 2008      | Federico Colbertaldo ( Italia)  | Vitaly Romanovich ( Russia)     | Samuel Pizzetti ( Italia)       |
| Istanbul 2009   | Jan Wolfgarten ( Germania)      | Federico Colbertaldo ( Italia)  | Mads Glæsner ( Danimarca)       |
| Eindhoven 2010  | Federico Colbertaldo ( Italia)  | Sergiy Frolov ( Ucraina)        | Job Kienhuis ( Paesi Bassi)     |
| Stettino 2011   | Mateusz Sawrymowicz ( Polonia)  | Mads Glæsner ( Danimarca)       | Sergiy Frolov ( Ucraina)        |
| Chartres 2012   | Gregorio Paltrinieri ( Italia)  | Sergiy Frolov ( Ucraina)        | Anthony Pannier ( Francia)      |
| Herning 2013    | Gergely Gyurta ( Ungheria)      | Pál Joensen ( Fær Øer)          | Gabriele Detti ( Italia)        |
| Netanya 2015    | Gregorio Paltrinieri ( Italia)  | Gabriele Detti ( Italia)        | Henrik Christiansen ( Norvegia) |
| Copenaghen 2017 | Mychajlo Romančuk ( Ucraina)    | Gregorio Paltrinieri ( Italia)  | Henrik Christiansen ( Norvegia) |
| Glasgow 2019    | Gregorio Paltrinieri ( Italia)  | Henrik Christiansen ( Norvegia) | David Aubry ( Francia)          |
| Kazan 2021      | Florian Wellbrock ( Germania)   | Gregorio Paltrinieri ( Italia)  | Sven Schwarz ( Germania)        |

- Atleta più premiato: Yuri Prilukov ( Russia)
- Nazione più medagliata:  Italia 6  4  6

## Dorso

### 50 metri
| Edizione           | Oro                             | Argento                                                       | Bronzo                          |
| ------------------ | ------------------------------- | ------------------------------------------------------------- | ------------------------------- |
| Gelsenkirchen 1991 | Jani Sievinen ( Finlandia)      | Vladimir Sel'kov ( Unione Sovietica)                          | Jens Bünger ( Germania)         |
| Espoo 1992         | Jani Sievinen ( Finlandia)      | Rudi Dollmayer ( Svezia)                                      | Patrick Hermanspann ( Germania) |
| Gateshead 1993     | Patrick Hermanspann ( Germania) | Tino Weber ( Germania)                                        | Zsolt Hegmegi ( Svezia)         |
| Stavanger 1994     | Jirka Letzin ( Germania)        | Zsolt Hegmegi ( Svezia)                                       | Miloslav Dolnik ( Slovacchia)   |
| Rostock 1996       | Mariusz Siembida ( Polonia)     | Tomislav Karlo ( Croazia)                                     | Stev Theloke ( Germania)        |
| Sheffield 1998     | Thomas Rupprath ( Germania)     | Stev Theloke ( Germania)                                      | Daniel Carlsson ( Svezia)       |
| Lisbona 1999       | Miro Žeravica ( Croazia)        | Tomislav Karlo ( Croazia)                                     | Sebastian Halgasch ( Germania)  |
| Valencia 2000      | Ante Mašković ( Croazia)        | Örn Arnarson ( Islanda)                                       | Darius Grigalionis ( Lituania)  |
| Anversa 2001       | Stev Theloke ( Germania)        | Ante Mašković ( Croazia)                                      | Peter Mankoč ( Slovenia)        |
| Riesa 2002         | Thomas Rupprath ( Germania)     | Stev Theloke ( Germania)                                      | Darius Grigalionis ( Lituania)  |
| Dublino 2003       | Thomas Rupprath ( Germania)     | Vyacheslav Shyrshov ( Ucraina)                                | Toni Helbig ( Germania)         |
| Vienna 2004        | Thomas Rupprath ( Germania)     | Vyacheslav Shyrshov ( Ucraina)                                | Helge Meeuw ( Germania)         |
| Trieste 2005       | Thomas Rupprath ( Germania)     | Arkady Vyatchanin ( Russia)                                   | Liam Tancock ( Gran Bretagna)   |
| Helsinki 2006      | Helge Meeuw ( Germania)         | Thomas Rupprath ( Germania)                                   | Luboš Križko ( Slovacchia)      |
| Debrecen 2007      | Thomas Rupprath ( Germania)     | Helge Meeuw ( Germania)                                       | Aschwin Wildeboer ( Spagna)     |
| Fiume 2008         | Stanislav Donets ( Russia)      | Aschwin Wildeboer ( Spagna)                                   | Luboš Križko ( Slovacchia)      |
| Istanbul 2009      | Stanislav Donets ( Russia)      | Thomas Rupprath ( Germania)                                   | Aschwin Wildeboer ( Spagna)     |
| Eindhoven 2010     | Stanislav Donets ( Russia)      | Vitaly Borisov ( Russia)                                      | Nick Driebergen ( Paesi Bassi)  |
| Stettino 2011      | Aschwin Wildeboer ( Spagna)     | Flori Lang ( Svizzera)                                        | Pavel Sankovič ( Bielorussia)   |
| Chartres 2012      | Jérémy Stravius ( Francia)      | Guy Barnea ( Israele)                                         | Vladimir Morozov ( Russia)      |
| Herning 2013       | Jérémy Stravius ( Francia)      | Christian Diener ( Germania)                                  | Pavel Sankovič ( Bielorussia)   |
| Netanya 2015       | Tomasz Polewka ( Polonia)       | Chris Walker-Hebborn ( Regno Unito) Simone Sabbioni ( Italia) |                                 |
| Copenaghen 2017    | Simone Sabbioni ( Italia)       | Kliment Kolesnikov ( Russia)                                  | Jérémy Stravius ( Francia)      |
| Glasgow 2019       | Kliment Kolesnikov ( Russia)    | Christian Diener ( Germania)                                  | Shane Ryan ( Irlanda)           |
| Kazan 2021         | Kliment Kolesnikov ( Russia)    | Michele Lamberti ( Italia)                                    | Robert Glință ( Romania)        |

- Atleta più premiato: Thomas Rupprath ( Germania)
- Nazione più medagliata:  Germania 10  8  6

### 100 metri
| Edizione        | Oro                                                    | Argento                        | Bronzo                                                         |
| --------------- | ------------------------------------------------------ | ------------------------------ | -------------------------------------------------------------- |
| Rostock 1996    | Mariusz Siembida ( Polonia)                            | Stev Theloke ( Germania)       | Emanuele Merisi ( Italia)                                      |
| Sheffield 1998  | Stev Theloke ( Germania)                               | Darius Grigalionis ( Lituania) | Eithan Urbach ( Israele)                                       |
| Lisbona 1999    | Örn Arnarson ( Islanda)                                | Derya Büyükunçu ( Turchia)     | Volodymyr Nikolaychuk ( Ucraina)                               |
| Valencia 2000   | Örn Arnarson ( Islanda)                                | Gordan Kožulj ( Croazia)       | Przemysłan Wilant ( Polonia)                                   |
| Anversa 2001    | Thomas Rupprath ( Germania)                            | Stev Theloke ( Germania)       | Gregor Tait ( Gran Bretagna)                                   |
| Riesa 2002      | Thomas Rupprath ( Germania)                            | Stev Theloke ( Germania)       | Örn Arnarson ( Islanda)                                        |
| Dublino 2003    | Thomas Rupprath ( Germania)                            | Örn Arnarson ( Islanda)        | Steffen Driesen ( Germania)                                    |
| Vienna 2004     | Thomas Rupprath ( Germania)                            | Markus Rogan ( Austria)        | László Cseh ( Ungheria)                                        |
| Trieste 2005    | László Cseh ( Ungheria)                                | Arkady Vyatchanin ( Russia)    | Thomas Rupprath ( Germania)                                    |
| Helsinki 2006   | Arkady Vyatchanin ( Russia)                            | Helge Meeuw ( Germania)        | Thomas Rupprath ( Germania)                                    |
| Debrecen 2007   | Stanislav Donets ( Russia)                             | Markus Rogan ( Austria)        | Helge Meeuw ( Germania)                                        |
| Fiume 2008      | Stanislav Donets ( Russia)                             | Aschwin Wildeboer ( Spagna)    | Helge Meeuw ( Germania)                                        |
| Istanbul 2009   | Stanislav Donets ( Russia) Arkady Vyatchanin ( Russia) |                                | Aschwin Wildeboer ( Spagna)                                    |
| Eindhoven 2010  | Stanislav Donets ( Russia)                             | Damiano Lestingi ( Italia)     | Artem Dubovskoy ( Russia)                                      |
| Stettino 2011   | Radosław Kawęcki ( Polonia)                            | Aschwin Wildeboer ( Spagna)    | Pavel Sankovič ( Bielorussia)                                  |
| Chartres 2012   | Jérémy Stravius ( Francia)                             | Benjamin Stasiulis ( Francia)  | Damiano Lestingi ( Italia)                                     |
| Herning 2013    | Jérémy Stravius ( Francia)                             | Vitalij Mel'nikov ( Russia)    | Camille Lacourt ( Francia) Chris Walker-Hebborn ( Regno Unito) |
| Netanya 2015    | Radosław Kawęcki ( Polonia)                            | Stanislav Donets ( Russia)     | Chris Walker-Hebborn ( Regno Unito)                            |
| Copenaghen 2017 | Kliment Kolesnikov ( Russia)                           | Simone Sabbioni ( Italia)      | Robert Glință ( Romania)                                       |
| Glasgow 2019    | Kliment Kolesnikov ( Russia)                           | Christian Diener ( Germania)   | Robert Glință ( Romania)                                       |
| Kazan 2021      | Kliment Kolesnikov ( Russia)                           | Robert Glință ( Romania)       | Apostolos Christou ( Grecia)                                   |

- Atleta più premiato: Thomas Rupprath ( Germania)
- Nazione più medagliata:  Russia 9  3  1

### 200 metri
| Edizione        | Oro                                                    | Argento                        | Bronzo                          |
| --------------- | ------------------------------------------------------ | ------------------------------ | ------------------------------- |
| Rostock 1996    | Emanuele Merisi ( Italia)                              | Nicolae Butacu ( Romania)      | Stev Theloke ( Germania)        |
| Sheffield 1998  | Örn Arnarson ( Islanda)                                | Adam Ruckwood ( Gran Bretagna) | Jorge Sánchez ( Spagna)         |
| Lisbona 1999    | Örn Arnarson ( Islanda)                                | Jirka Letzin ( Germania)       | Adam Ruckwood ( Gran Bretagna)  |
| Valencia 2000   | Örn Arnarson ( Islanda)                                | Gordan Kožulj ( Croazia)       | Blaž Medvešek ( Slovenia)       |
| Anversa 2001    | Gordan Kožulj ( Croazia)                               | Yoav Gath ( Israele)           | Simon Dufour ( Francia)         |
| Riesa 2002      | Örn Arnarson ( Islanda)                                | Stephen Parry ( Gran Bretagna) | Gordan Kožulj ( Croazia)        |
| Dublino 2003    | Blaž Medvešek ( Slovenia)                              | Steffen Driesen ( Germania)    | Markus Rogan ( Austria)         |
| Vienna 2004     | Markus Rogan ( Austria)                                | Blaž Medvešek ( Slovenia)      | Evgeny Aleshin ( Russia)        |
| Trieste 2005    | Markus Rogan ( Austria)                                | Arkady Vyatchanin ( Russia)    | Gordan Kožulj ( Croazia)        |
| Helsinki 2006   | Arkady Vyatchanin ( Russia)                            | Helge Meeuw ( Germania)        | Răzvan Florea ( Romania)        |
| Debrecen 2007   | Markus Rogan ( Austria)                                | Stanislav Donets ( Russia)     | Aschwin Wildeboer ( Spagna)     |
| Fiume 2008      | Stanislav Donets ( Russia) Aschwin Wildeboer ( Spagna) |                                | Pierre Roger ( Francia)         |
| Istanbul 2009   | Stanislav Donets ( Russia)                             | Radosław Kawęcki ( Polonia)    | Evgeny Aleshin ( Russia)        |
| Eindhoven 2010  | Yannick Lebherz ( Germania)                            | Damiano Lestingi ( Italia)     | Artem Dubovskoy ( Russia)       |
| Stettino 2011   | Radosław Kawęcki ( Polonia)                            | Aschwin Wildeboer ( Spagna)    | Péter Bernek ( Ungheria)        |
| Chartres 2012   | Radosław Kawęcki ( Polonia)                            | Péter Bernek ( Ungheria)       | Benjamin Stasiulis ( Francia)   |
| Herning 2013    | Radosław Kawęcki ( Polonia)                            | Péter Bernek ( Ungheria)       | Christian Diener ( Germania)    |
| Netanya 2015    | Radosław Kawęcki ( Polonia)                            | Yakov Yan Toumarkin ( Israele) | Simone Sabbioni ( Italia)       |
| Copenaghen 2017 | Kliment Kolesnikov ( Russia)                           | Radosław Kawęcki ( Polonia)    | Danas Rapšys ( Lituania)        |
| Glasgow 2019    | Radosław Kawęcki ( Polonia)                            | Christian Diener ( Germania)   | Luke Greenbank ( Gran Bretagna) |
| Kazan 2021      | Radosław Kawęcki ( Polonia)                            | Lorenzo Mora ( Italia)         | Michele Lamberti ( Italia)      |

- Atleta più premiato: Radosław Kawęcki ( Polonia)
- Nazione più medagliata:  Polonia 6  2  0

## Rana

### 50 metri
| Edizione           | Oro                                                                              | Argento                          | Bronzo                                                |
| ------------------ | -------------------------------------------------------------------------------- | -------------------------------- | ----------------------------------------------------- |
| Gelsenkirchen 1991 | Vasilij Ivanov ( Unione Sovietica)                                               | Ron Dekker ( Paesi Bassi)        | Gianni Minervini ( Italia)                            |
| Espoo 1992         | Vasilij Ivanov ( Russia)                                                         | Ron Dekker ( Paesi Bassi)        | Dmitrij Volkov ( Russia)                              |
| Gateshead 1993     | Vasilij Ivanov ( Russia)                                                         | Ron Dekker ( Paesi Bassi)        | Mark Warnecke ( Germania)                             |
| Stavanger 1994     | Mark Warnecke ( Germania)                                                        | Ron Dekker ( Paesi Bassi)        | Dmitrij Volkov ( Russia)                              |
| Rostock 1996       | Patrik Isaksson ( Svezia)                                                        | Jens Kruppa ( Germania)          | Daniel Malek ( Rep. Ceca)                             |
| Sheffield 1998     | Mark Warnecke ( Germania)                                                        | Patrik Isaksson ( Svezia)        | Patrick Schmollinger ( Austria)                       |
| Lisbona 1999       | Mark Warnecke ( Germania)                                                        | Oleg Lisogor ( Ucraina)          | Roman Sludnov ( Russia)                               |
| Valencia 2000      | Domenico Fioravanti ( Italia) Gordan Kožulj ( Croazia) Blaž Medvešek ( Slovenia) |                                  |                                                       |
| Anversa 2001       | Oleg Lisogor ( Ucraina)                                                          | Mark Warnecke ( Germania)        | Darren Mew ( Gran Bretagna)                           |
| Riesa 2002         | Oleg Lisogor ( Ucraina)                                                          | Mark Warnecke ( Germania)        | Jens Kruppa ( Germania)                               |
| Dublino 2003       | Oleg Lisogor ( Ucraina)                                                          | Remo Lütolf ( Svizzera)          | Mark Warnecke ( Germania)                             |
| Vienna 2004        | Oleg Lisogor ( Ucraina)                                                          | Roman Sludnov ( Russia)          | Emil Tahirovič ( Slovenia)                            |
| Trieste 2005       | Oleg Lisogor ( Ucraina)                                                          | Alessandro Terrin ( Italia)      | Matjaž Markič ( Slovenia)                             |
| Helsinki 2006      | Oleg Lisogor ( Ucraina)                                                          | Alessandro Terrin ( Italia)      | Darren Mew ( Gran Bretagna)                           |
| Debrecen 2007      | Oleg Lisogor ( Ucraina)                                                          | Aleksander Hetland ( Norvegia)   | Alessandro Terrin ( Italia)                           |
| Fiume 2008         | Matjaž Markic ( Slovenia)                                                        | Aleksander Hetland ( Norvegia)   | Emil Tahirovič ( Slovenia)                            |
| Istanbul 2009      | Aleksander Hetland ( Norvegia)                                                   | Alessandro Terrin ( Italia)      | Čaba Silađi ( Serbia)                                 |
| Eindhoven 2010     | Robin van Aggele ( Paesi Bassi)                                                  | Aleksander Hetland ( Norvegia)   | Fabio Scozzoli ( Italia) Hendrik Feldwehr ( Germania) |
| Stettino 2011      | Fabio Scozzoli ( Italia)                                                         | Damir Dugonjič ( Slovenia)       | Alexander Dale Oen ( Norvegia)                        |
| Chartres 2012      | Fabio Scozzoli ( Italia)                                                         | Aleksander Hetland ( Norvegia)   | Damir Dugonjič ( Slovenia)                            |
| Herning 2013       | Damir Dugonjič ( Slovenia)                                                       | Giacomo Perez-Dortona ( Francia) | Barry Murphy ( Irlanda)                               |
| Netanya 2015       | Damir Dugonjič ( Slovenia)                                                       | Adam Peaty ( Regno Unito)        | Oleg Kostin ( Russia) Alexander Murphy ( Irlanda)     |
| Copenaghen 2017    | Fabio Scozzoli ( Italia)                                                         | Kirill Prigoda ( Russia)         | Adam Peaty ( Regno Unito)                             |
| Glasgow 2019       | Vladimir Morozov ( Russia)                                                       | Hüseyin Emre Sakçı ( Turchia)    | Fabio Scozzoli ( Italia) Arno Kamminga ( Paesi Bassi) |
| Kazan 2021         | Il'ja Šymanovič ( Bielorussia)                                                   | Hüseyin Emre Sakçı ( Turchia)    | Nicolò Martinenghi ( Italia)                          |

- Atleta più premiato: Oleg Lisogor ( Ucraina)
- Nazione più medagliata:  Ucraina 7  1  0

### 100 metri
| Edizione        | Oro                                             | Argento                        | Bronzo                           |
| --------------- | ----------------------------------------------- | ------------------------------ | -------------------------------- |
| Rostock 1996    | Jens Kruppa ( Germania)                         | Patrik Isaksson ( Svezia)      | Alexander Goukov ( Bielorussia)  |
| Sheffield 1998  | Patrik Isaksson ( Svezia)                       | Mark Warnecke ( Germania)      | Jens Kruppa ( Germania)          |
| Lisbona 1999    | Roman Sludnov ( Russia)                         | Patrik Isaksson ( Svezia)      | José Couto ( Portogallo)         |
| Valencia 2000   | Domenico Fioravanti ( Italia)                   | Daniel Málek ( Rep. Ceca)      | Darren Mew ( Gran Bretagna)      |
| Anversa 2001    | Oleg Lisogor ( Ucraina)                         | James Gibson ( Gran Bretagna)  | Daniel Málek ( Rep. Ceca)        |
| Riesa 2002      | Oleg Lisogor ( Ucraina)                         | Hugues Duboscq ( Francia)      | Jarno Pihlava ( Finlandia)       |
| Dublino 2003    | James Gibson ( Gran Bretagna)                   | Oleg Lisogor ( Ucraina)        | Darren Mew ( Gran Bretagna)      |
| Vienna 2004     | Roman Sludnov ( Russia)                         | Oleg Lisogor ( Ucraina)        | Igor Borysik ( Ucraina)          |
| Trieste 2005    | Oleg Lisogor ( Ucraina)                         | Romanos Alyfantis ( Grecia)    | Valeriy Dymo ( Ucraina)          |
| Helsinki 2006   | Oleg Lisogor ( Ucraina)                         | Valeriy Dymo ( Ucraina)        | Alexander Dale Oen ( Norvegia)   |
| Debrecen 2007   | Grigory Falko ( Russia) Igor Borysik ( Ucraina) |                                | Mihail Alexandrov ( Bulgaria)    |
| Fiume 2008      | Igor Borysik ( Ucraina)                         | Hugues Duboscq ( Francia)      | James Gibson ( Gran Bretagna)    |
| Istanbul 2009   | Robin van Aggele ( Paesi Bassi)                 | Dániel Gyurta ( Ungheria)      | Igor Borysik ( Ucraina)          |
| Eindhoven 2010  | Fabio Scozzoli ( Italia)                        | Hendrik Feldwehr ( Germania)   | Robin van Aggele ( Paesi Bassi)  |
| Stettino 2011   | Alexander Dale Oen ( Norvegia)                  | Damir Dugonjič ( Slovenia)     | Fabio Scozzoli ( Italia)         |
| Chartres 2012   | Fabio Scozzoli ( Italia)                        | Martti Aljand ( Estonia)       | Giacomo Perez Dortona ( Francia) |
| Herning 2013    | Dániel Gyurta ( Ungheria)                       | Marco Koch ( Germania)         | Damir Dugonjič ( Slovenia)       |
| Netanya 2015    | Marco Koch ( Germania)                          | Adam Peaty ( Regno Unito)      | Giedrius Titenis ( Lituania)     |
| Copenaghen 2017 | Adam Peaty ( Regno Unito)                       | Fabio Scozzoli ( Italia)       | Kirill Prigoda ( Russia)         |
| Glasgow 2019    | Arno Kamminga ( Paesi Bassi)                    | Il'ja Šymanovič ( Bielorussia) | Fabio Scozzoli ( Italia)         |
| Kazan 2021      | Nicolò Martinenghi ( Italia)                    | Il'ja Šymanovič ( Bielorussia) | Arno Kamminga ( Paesi Bassi)     |

- Atleta più premiato: Oleg Lisogor ( Ucraina)
- Nazione più medagliata:  Ucraina 6  3  3

### 200 metri
| Edizione        | Oro                             | Argento                           | Bronzo                              |
| --------------- | ------------------------------- | --------------------------------- | ----------------------------------- |
| Rostock 1996    | Alexander Goukov ( Bielorussia) | Artur Paczyński ( Polonia)        | Jens Kruppa ( Germania)             |
| Sheffield 1998  | Adam Whitehead ( Gran Bretagna) | Stéphan Perrot ( Francia)         | Maxim Podoprigora ( Austria)        |
| Lisbona 1999    | Stéphan Perrot ( Francia)       | José Couto ( Portogallo)          | Adam Whitehead ( Gran Bretagna)     |
| Valencia 2000   | Stéphan Perrot ( Francia)       | Domenico Fioravanti ( Italia)     | Daniel Málek ( Rep. Ceca)           |
| Anversa 2001    | Maxim Podoprigora ( Austria)    | Ian Edmond ( Regno Unito)         | Daniel Málek ( Rep. Ceca)           |
| Riesa 2002      | Davide Rummolo ( Italia)        | Maxim Podoprigora ( Austria)      | Richard Bodor ( Ungheria)           |
| Dublino 2003    | Ian Edmond ( Gran Bretagna)     | Andrew Bree ( Irlanda)            | Thijs van Valkengoed ( Paesi Bassi) |
| Vienna 2004     | Paolo Bossini ( Italia)         | Sławomir Kuczko ( Polonia)        | Grigory Falko ( Russia)             |
| Trieste 2005    | Sławomir Kuczko ( Polonia)      | Grigory Falko ( Russia)           | Paolo Bossini ( Italia)             |
| Helsinki 2006   | Dániel Gyurta ( Ungheria)       | Sławomir Kuczko ( Polonia)        | Paolo Bossini ( Italia)             |
| Debrecen 2007   | Dániel Gyurta ( Ungheria)       | Paolo Bossini ( Italia)           | Mihail Alexandrov ( Bulgaria)       |
| Fiume 2008      | Hugues Duboscq ( Francia)       | Edoardo Giorgetti ( Italia)       | Igor Borysik ( Ucraina)             |
| Istanbul 2009   | Dániel Gyurta ( Ungheria)       | Grigory Falko ( Russia)           | Maxim Shcherbakov ( Russia)         |
| Eindhoven 2010  | Marco Koch ( Germania)          | Melquiades Álvarez ( Spagna)      | Anton Lobanov ( Russia)             |
| Stettino 2011   | Dániel Gyurta ( Ungheria)       | Vyacheslav Sinkevich ( Russia)    | Michael Jamieson ( Gran Bretagna)   |
| Chartes 2012    | Vyacheslav Sinkevich ( Russia)  | Igor Borysik ( Ucraina)           | Andriy Kovalenko ( Ucraina)         |
| Herning 2013    | Dániel Gyurta ( Ungheria)       | Michael Jamieson ( Gran Bretagna) | Marco Koch ( Germania)              |
| Netanya 2015    | Marco Koch ( Germania)          | Dániel Gyurta ( Ungheria)         | Andrew Willis ( Regno Unito)        |
| Copenaghen 2017 | Kirill Prigoda ( Russia)        | Marco Koch ( Germania)            | Mikhail Dorninov ( Russia)          |
| Glasgow 2019    | Arno Kamminga ( Paesi Bassi)    | Erik Persson ( Svezia)            | Marco Koch ( Germania)              |
| Kazan 2021      | Il'ja Šymanovič ( Bielorussia)  | Arno Kamminga ( Paesi Bassi)      | Mikhail Dorninov ( Russia)          |

- Atleta più premiato: Dániel Gyurta ( Ungheria)
- Nazione più medagliata:  Ungheria 5  1  1

## Farfalla

### 50 metri
| Edizione           | Oro                                                 | Argento                       | Bronzo                                                   |
| ------------------ | --------------------------------------------------- | ----------------------------- | -------------------------------------------------------- |
| Gelsenkirchen 1991 | Jan Karlsson ( Svezia)                              | Nils Rudolph ( Germania)      | Vladislav Kulikov ( Unione Sovietica)                    |
| Espoo 1992         | Mark Foster ( Gran Bretagna)                        | Dirk Vandenhirtz ( Germania)  | Miloš Milošević ( Croazia)                               |
| Gateshead 1993     | Carlos Sánchez ( Spagna)                            | Jan Karlsson ( Svezia)        | Vladimir Predkin ( Russia)                               |
| Stavanger 1994     | Jonas Åkesson ( Svezia)                             | Carlos Sánchez ( Spagna)      | Dirk Vandenhirtz ( Germania)                             |
| Rostock 1996       | Mark Foster ( Gran Bretagna)                        | Fabian Hieronimus ( Germania) | Jonas Åkesson ( Svezia)                                  |
| Sheffield 1998     | Miloš Miloševic ( Croazia)                          | Mark Foster ( Gran Bretagna)  | Lars Frölander ( Svezia)                                 |
| Lisbona 1999       | Miloš Miloševic ( Croazia) Lars Frölander ( Svezia) |                               | Jere Hård ( Finlandia)                                   |
| Valencia 2000      | Mark Foster ( Gran Bretagna)                        | Jere Hård ( Finlandia)        | Jorge Luis Ulibarri ( Spagna)                            |
| Anversa 2001       | Lars Frölander ( Svezia)                            | Mark Foster ( Gran Bretagna)  | Tero Välimaa ( Finlandia)                                |
| Riesa 2002         | Jere Hård ( Finlandia)                              | Miloš Milošević ( Croazia)    | Igor Marchenko ( Russia)                                 |
| Dublino 2003       | Mark Foster ( Gran Bretagna)                        | Alexei Puninski ( Croazia)    | Andriy Serdinov ( Ucraina)                               |
| Vienna 2004        | Mark Foster ( Gran Bretagna)                        | Jere Hård ( Finlandia)        | Oliver Wenzel ( Germania)                                |
| Trieste 2005       | Lars Frölander ( Svezia)                            | Mark Foster ( Gran Bretagna)  | Matti Rajakylä ( Finlandia)                              |
| Helsinki 2006      | Alexei Puninski ( Croazia)                          | Thomas Rupprath ( Germania)   | Örn Arnarson ( Islanda)                                  |
| Debrecen 2007      | Milorad Čavić ( Serbia)                             | Evgeny Korotyshkin ( Russia)  | Johannes Dietrich ( Germania)                            |
| Fiume 2008         | Amaury Leveaux ( Francia)                           | Milorad Čavić ( Serbia)       | Rafa Muñoz ( Spagna)                                     |
| Istanbul 2009      | Johannes Dietrich ( Germania)                       | Frédérick Bousquet ( Francia) | Evgeny Korotyshkin ( Russia)                             |
| Eindhoven 2010     | Steffen Deibler ( Germania)                         | Andrij Hovorov ( Ucraina)     | Joeri Verlinden ( Paesi Bassi)                           |
| Stettino 2011      | Andrij Hovorov ( Ucraina)                           | Amaury Leveaux ( Francia)     | Konrad Czerniak ( Polonia)                               |
| Chartres 2012      | Rafa Muñoz ( Spagna)                                | Frédérick Bousquet ( Francia) | Andrij Hovorov ( Ucraina)                                |
| Herning 2013       | Andrij Hovorov ( Ucraina)                           | Steffen Deibler ( Germania)   | Jaŭhen Curkin ( Bielorussia)                             |
| Netanya 2015       | Andrij Hovorov ( Ucraina)                           | Jaŭhen Curkin ( Bielorussia)  | Aleksandr Popkov ( Russia)                               |
| Copenaghen 2017    | Aleksandr Popkov ( Russia)                          | Andrij Hovorov ( Ucraina)     | Sebastian Sabo ( Serbia) Benjamin Proud ( Gran Bretagna) |
| Glasgow 2019       | Oleg Kostin ( Russia)                               | Szebasztián Szabó ( Ungheria) | Ümit Can Güreş ( Turchia)                                |
| Kazan 2021         | Szebasztián Szabó ( Ungheria)                       | Matteo Rivolta ( Italia)      | Thomas Ceccon ( Italia)                                  |

- Atleta più premiato: Mark Foster ( Gran Bretagna)
- Nazione più medagliata:  Gran Bretagna 5  3  1

### 100 metri
| Edizione        | Oro                                  | Argento                        | Bronzo                         |
| --------------- | ------------------------------------ | ------------------------------ | ------------------------------ |
| Rostock 1996    | Thomas Rupprath ( Germania)          | Fabian Hieronimus ( Germania)  | Denislav Kaltchev ( Bulgaria)  |
| Sheffield 1998  | James Hickman ( Gran Bretagna)       | Lars Frölander ( Svezia)       | Denys Sylantyev ( Ucraina)     |
| Lisbona 1999    | Lars Frölander ( Svezia)             | James Hickman ( Gran Bretagna) | Denys Sylantyev ( Ucraina)     |
| Valencia 2000   | Thomas Rupprath ( Germania)          | Lars Frölander ( Svezia)       | Anatoly Polyakov ( Russia)     |
| Anversa 2001    | Thomas Rupprath ( Germania)          | Lars Frölander ( Svezia)       | James Hickman ( Gran Bretagna) |
| Riesa 2002      | Thomas Rupprath ( Germania)          | Andriy Serdinov ( Ucraina)     | Igor Marchenko ( Russia)       |
| Dublino 2003    | Milorad Čavić ( Serbia e Montenegro) | Thomas Rupprath ( Germania)    | Andriy Serdinov ( Ucraina)     |
| Vienna 2004     | Thomas Rupprath ( Germania)          | Nikolay Skvortsov ( Russia)    | Ștefan Gherghel ( Romania)     |
| Trieste 2005    | Thomas Rupprath ( Germania)          | Evgeni Korotyshkin ( Russia)   | Peter Mankoč ( Slovenia)       |
| Helsinki 2006   | Milorad Čavić ( Serbia)              | Peter Mankoč ( Slovenia)       | Nikolay Skvortsov ( Russia)    |
| Debrecen 2007   | Milorad Čavić ( Serbia)              | Evgeny Korotyshkin ( Russia)   | Peter Mankoč ( Slovenia)       |
| Fiume 2008      | Milorad Čavić ( Serbia)              | Rafa Muñoz ( Spagna)           | Nikolay Skvortsov ( Russia)    |
| Istanbul 2009   | Evgeny Korotyshkin ( Russia)         | Peter Mankoč ( Slovenia)       | Ivan Lenđer ( Serbia)          |
| Eindhoven 2010  | Steffen Deibler ( Germania)          | Joeri Verlinden ( Paesi Bassi) | Peter Mankoč ( Slovenia)       |
| Stettino 2011   | Konrad Czerniak ( Polonia)           | Evgeny Korotyshkin ( Russia)   | François Heersbrandt ( Belgio) |
| Chartres 2012   | Evgeny Korotyshkin ( Russia)         | Rafa Muñoz ( Spagna)           | Medhy Metella ( Francia)       |
| Herning 2013    | Evgeny Korotyshkin ( Russia)         | Jérémy Stravius ( Francia)     | Steffen Deibler ( Germania)    |
| Netanya 2015    | László Cseh ( Ungheria)              | Matteo Rivolta ( Italia)       | Nikita Konovalov ( Russia)     |
| Copenaghen 2017 | Matteo Rivolta ( Italia)             | Piero Codia ( Italia)          | Marius Kusch ( Germania)       |
| Glasgow 2019    | Marius Kusch ( Germania)             | Michail Vekoviščev ( Russia)   | Marcin Cieślak ( Polonia)      |
| Kazan 2021      | Szebasztián Szabó ( Ungheria)        | Michele Lamberti ( Italia)     | Jakub Majerski ( Polonia)      |

- Atleta più premiato: Thomas Rupprath ( Germania)
- Nazione più medagliata:  Germania 8  2  2

### 200 metri
| Edizione        | Oro                            | Argento                        | Bronzo                                               |
| --------------- | ------------------------------ | ------------------------------ | ---------------------------------------------------- |
| Rostock 1996    | Chris-Carol Bremer ( Germania) | Thomas Rupprath ( Germania)    | David Abrard ( Francia) Adrian Andermatt ( Svizzera) |
| Sheffield 1998  | James Hickman ( Gran Bretagna) | Denys Sylantyev ( Ucraina)     | Thomas Rupprath ( Germania)                          |
| Lisbona 1999    | James Hickman ( Gran Bretagna) | Thomas Rupprath ( Germania)    | Denys Sylantyev ( Ucraina)                           |
| Valencia 2000   | Thomas Rupprath ( Germania)    | Anatoly Polyakov ( Russia)     | Stephen Parry ( Gran Bretagna)                       |
| Anversa 2001    | James Hickman ( Gran Bretagna) | Denys Sylantyev ( Ucraina)     | Anatoly Polyakov ( Russia)                           |
| Riesa 2002      | Stephen Parry ( Gran Bretagna) | James Hickman ( Gran Bretagna) | Ștefan Gherghel ( Romania)                           |
| Dublino 2003    | Franck Esposito ( Francia)     | Stephen Parry ( Gran Bretagna) | Paweł Korzeniowski ( Polonia)                        |
| Vienna 2004     | Nikolay Skvortsov ( Russia)    | Paweł Korzeniowski ( Polonia)  | Ștefan Gherghel ( Romania)                           |
| Trieste 2005    | Paweł Korzeniowski ( Polonia)  | Helge Meeuw ( Germania)        | Nikolay Skvortsov ( Russia)                          |
| Helsinki 2006   | Paweł Korzeniowski ( Polonia)  | László Cseh ( Ungheria)        | Nikolay Skvortsov ( Russia)                          |
| Debrecen 2007   | László Cseh ( Ungheria)        | Paweł Korzeniowski ( Polonia)  | Ioannis Drymonakos ( Grecia)                         |
| Fiume 2008      | Nikolay Skvortsov ( Russia)    | Dinko Jukić ( Austria)         | Maxim Ganikhin ( Russia)                             |
| Istanbul 2009   | Nikolay Skvortsov ( Russia)    | Paweł Korzeniowski ( Polonia)  | Dinko Jukić ( Austria)                               |
| Eindhoven 2010  | Dinko Jukić ( Austria)         | Tim Wallburger ( Germania)     | Bence Biczó ( Ungheria)                              |
| Stettino 2011   | László Cseh ( Ungheria)        | Nikolay Skvortsov ( Russia)    | Joe Roebuck ( Gran Bretagna)                         |
| Chartres 2012   | László Cseh ( Ungheria)        | Viktor Bromer ( Danimarca)     | Joeri Verlinden ( Paesi Bassi)                       |
| Herning 2013    | Velimir Stjepanović ( Serbia)  | Paweł Korzeniowski ( Polonia)  | Nikolay Skvortsov ( Russia)                          |
| Netanya 2015    | László Cseh ( Ungheria)        | Viktor Bromer ( Danimarca)     | Simon Sjödin ( Svezia)                               |
| Copenaghen 2017 | Aleksandr Kharlanov ( Russia)  | Andreas Vazaios ( Grecia)      | Tamás Kenderesi ( Ungheria)                          |
| Glasgow 2019    | Andreas Vazaios ( Grecia)      | Ramon Klenz ( Germania)        | James Guy ( Gran Bretagna)                           |
| Kazan 2021      | Alberto Razzetti ( Italia)     | Kristóf Milák ( Ungheria)      | Egor Pavlov ( Russia)                                |

- Atleta più premiato: László Cseh ( Ungheria)
- Nazione più medagliata:  Russia 4  2  6

## Misti

### 100 metri
| Edizione           | Oro                           | Argento                         | Bronzo                              |
| ------------------ | ----------------------------- | ------------------------------- | ----------------------------------- |
| Gelsenkirchen 1991 | Josef Hladký ( Rep. Ceca)     | Ron Dekker ( Paesi Bassi)       | Indrek Sei ( Estonia)               |
| Espoo 1992         | Jani Sievinen ( Finlandia)    | Antti Kasvio ( Finlandia)       | Indrek Sei ( Estonia)               |
| Gateshead 1993     | Ron Dekker ( Paesi Bassi)     | Indrek Sei ( Estonia)           | Christian Keller ( Germania)        |
| Stavanger 1994     | Denislav Kaltchev ( Bulgaria) | Christian Keller ( Germania)    | Grigory Matuskov ( Russia)          |
| Rostock 1996       | Marcel Wouda ( Paesi Bassi)   | Jens Kruppa ( Germania)         | Christian Keller ( Germania)        |
| Sheffield 1998     | Jani Sievinen ( Finlandia)    | Jens Kruppa ( Germania)         | James Hickman ( Gran Bretagna)      |
| Lisbona 1999       | Jens Kruppa ( Germania)       | Peter Mankoč ( Slovenia)        | Marcel Wouda ( Paesi Bassi)         |
| Valencia 2000      | Peter Mankoč ( Slovenia)      | Indrek Sei ( Estonia)           | Davide Cassol ( Italia)             |
| Anversa 2001       | Peter Mankoč ( Slovenia)      | Jens Kruppa ( Germania)         | Javi Sievinen ( Finlandia)          |
| Riesa 2002         | Peter Mankoč ( Slovenia)      | Javi Sievinen ( Finlandia)      | Oleg Lisogor ( Ucraina)             |
| Dublino 2003       | Peter Mankoč ( Slovenia)      | Javi Sievinen ( Finlandia)      | Marco di Carli ( Germania)          |
| Vienna 2004        | Peter Mankoč ( Slovenia)      | Markus Rogan ( Austria)         | Oliver Wenzel ( Germania)           |
| Trieste 2005       | Peter Mankoč ( Slovenia)      | Oleg Lisogor ( Ucraina)         | Vytautas Janušaitis ( Lituania)     |
| Helsinki 2006      | Peter Mankoč ( Slovenia)      | Vytautas Janušaitis ( Lituania) | Aleksander Hetland ( Norvegia)      |
| Debrecen 2007      | Peter Mankoč ( Slovenia)      | Thomas Rupprath ( Germania)     | Sergey Fesikov ( Russia)            |
| Fiume 2008         | Peter Mankoč ( Slovenia)      | Christian Galenda ( Italia)     | James Goddard ( Gran Bretagna)      |
| Istanbul 2009      | Duje Draganja ( Croazia)      | Sergey Fesikov ( Russia)        | Peter Mankoč ( Slovenia)            |
| Eindhoven 2010     | Markus Deibler ( Germania)    | Peter Mankoč ( Slovenia)        | Alan Cabello ( Spagna)              |
| Stettino 2011      | Peter Mankoč ( Slovenia)      | Markus Deibler ( Germania)      | Martti Aljand ( Estonia)            |
| Chartes 2012       | Vladimir Morozov ( Russia)    | Peter Mankoč ( Slovenia)        | Martti Aljand ( Estonia)            |
| Herning 2013       | Vladimir Morozov ( Russia)    | Sergej Fesikov ( Russia)        | Stefano Mauro Pizzamiglio ( Italia) |
| Netanya 2015       | Sergej Fesikov ( Russia)      | Yakov Yan Toumarkin ( Israele)  | Andreas Vazaios ( Grecia)           |
| Copenaghen 2017    | Marco Orsi ( Italia)          | Sergej Fesikov ( Russia)        | Kyle Stolk ( Paesi Bassi)           |
| Glasgow 2019       | Kliment Kolesnikov ( Russia)  | Sergej Fesikov ( Russia)        | Andreas Vazaios ( Grecia)           |
| Kazan 2021         | Marco Orsi ( Italia)          | Andreas Vazaios ( Grecia)       | Bernhard Reitshammer ( Austria)     |

- Atleta più premiato: Peter Mankoč ( Slovenia)
- Nazione più medagliata:  Slovenia 10  3  1

### 200 metri
| Edizione        | Oro                             | Argento                         | Bronzo                          |
| --------------- | ------------------------------- | ------------------------------- | ------------------------------- |
| Rostock 1996    | Marcel Wouda ( Paesi Bassi)     | Christian Keller ( Germania)    | Krešimir Čač ( Croazia)         |
| Sheffield 1998  | James Hickman ( Gran Bretagna)  | Marcel Wouda ( Paesi Bassi)     | Jani Sievinen ( Finlandia)      |
| Lisbona 1999    | Marcel Wouda ( Paesi Bassi)     | Jirka Letzin ( Germania)        | Massimiliano Rosolino ( Italia) |
| Valencia 2000   | Massimiliano Rosolino ( Italia) | Christian Keller ( Germania)    | Peter Mankoč ( Slovenia)        |
| Anversa 2001    | Peter Mankoč ( Slovenia)        | Jani Sievinen ( Finlandia)      | Alessio Boggiatto ( Italia)     |
| Riesa 2002      | Jani Sievinen ( Finlandia)      | Tamás Kerékjártó ( Ungheria)    | Peter Mankoč ( Slovenia)        |
| Dublino 2003    | Jani Sievinen ( Finlandia)      | Massimiliano Rosolino ( Italia) | Peter Mankoč ( Slovenia)        |
| Vienna 2004     | Markus Rogan ( Austria)         | László Cseh ( Ungheria)         | Vytautas Janušaitis ( Lituania) |
| Trieste 2005    | László Cseh ( Ungheria)         | Vytautas Janušaitis ( Lituania) | Alessio Boggiatto ( Italia)     |
| Helsinki 2006   | László Cseh ( Ungheria)         | Vytautas Janušaitis ( Lituania) | Tamás Kerékjártó ( Ungheria)    |
| Debrecen 2007   | László Cseh ( Ungheria)         | Saša Imprić ( Croazia)          | Aleksandr Tichonov ( Russia)    |
| Fiume 2008      | James Goddard ( Gran Bretagna)  | Vytautas Janušaitis ( Lituania) | Alan Cabello ( Spagna)          |
| Istanbul 2009   | Markus Rogan ( Austria)         | Vytautas Janušaitis ( Lituania) | Alan Cabello ( Spagna)          |
| Eindhoven 2010  | Markus Deibler ( Germania)      | Vytautas Janušaitis ( Lituania) | Dinko Jukić ( Austria)          |
| Stettino 2011   | László Cseh ( Ungheria)         | Markus Rogan ( Austria)         | Gal Nevo ( Israele)             |
| Chartres 2012   | László Cseh ( Ungheria)         | Jérémy Stravius ( Francia)      | Gal Nevo ( Israele)             |
| Herning 2013    | Philip Heintz ( Germania)       | Simon Sjödin ( Svezia)          | Diogo Carvalho ( Portogallo)    |
| Netanya 2015    | László Cseh ( Ungheria)         | Philip Heintz ( Germania)       | Diogo Carvalho ( Portogallo)    |
| Copenaghen 2017 | Philip Heintz ( Germania)       | Andreas Vazaios ( Grecia)       | Tomoe Zenimoto Hvas ( Norvegia) |
| Glasgow 2019    | Andreas Vazaios ( Grecia)       | Tomoe Zenimoto Hvas ( Norvegia) | Philip Heintz ( Germania)       |
| Kazan 2021      | Andreas Vazaios ( Grecia)       | Thomas Ceccon ( Italia)         | Alberto Razzetti ( Italia)      |

- Atleta più premiato: László Cseh ( Ungheria)
- Nazione più medagliata:  Ungheria 6  2  1

### 400 metri
| Edizione        | Oro                             | Argento                        | Bronzo                          |
| --------------- | ------------------------------- | ------------------------------ | ------------------------------- |
| Rostock 1996    | Marcel Wouda ( Paesi Bassi)     | Christian Keller ( Germania)   | Uwe Volk ( Germania)            |
| Sheffield 1998  | Marcel Wouda ( Paesi Bassi)     | Frederik Hviid ( Spagna)       | Christian Keller ( Germania)    |
| Lisbona 1999    | Frederik Hviid ( Spagna)        | Jirka Letzin ( Germania)       | Michael Halika ( Israele)       |
| Valencia 2000   | Alessio Boggiatto ( Italia)     | Frederik Hviid ( Spagna)       | Michael Halika ( Israele)       |
| Anversa 2001    | Alessio Boggiatto ( Italia)     | Robin Francis ( Gran Bretagna) | Jacob Carstensen ( Danimarca)   |
| Riesa 2002      | Alessio Boggiatto ( Italia)     | Jacob Carstensen ( Danimarca)  | László Cseh ( Slovenia)         |
| Dublino 2003    | László Cseh ( Ungheria)         | Robin Francis ( Gran Bretagna) | Massimiliano Rosolino ( Italia) |
| Vienna 2004     | László Cseh ( Ungheria)         | Luca Marin ( Italia)           | Igor Berezutsky ( Russia)       |
| Trieste 2005    | László Cseh ( Ungheria)         | Luca Marin ( Italia)           | Alessio Boggiatto ( Italia)     |
| Helsinki 2006   | Luca Marin ( Italia)            | László Cseh ( Ungheria)        | Ioannis Drymonakos ( Grecia)    |
| Debrecen 2007   | László Cseh ( Ungheria)         | Luca Marin ( Italia)           | Ioannis Drymonakos ( Grecia)    |
| Fiume 2008      | Dinko Jukić ( Austria)          | Gergő Kis ( Ungheria)          | Łukasz Wójt ( Polonia)          |
| Istanbul 2009   | László Cseh ( Ungheria)         | Dávid Verrasztó ( Ungheria)    | Gal Nevo ( Israele)             |
| Eindhoven 2010  | Dávid Verrasztó ( Ungheria)     | Yannick Lebherz ( Germania)    | Federico Turrini ( Italia)      |
| Stettino 2011   | László Cseh ( Ungheria)         | Dávid Verrasztó ( Ungheria)    | Gal Nevo ( Israele)             |
| Chartres 2012   | László Cseh ( Ungheria)         | Dávid Verrasztó ( Ungheria)    | Gal Nevo ( Israele)             |
| Herning 2013    | Dávid Verrasztó ( Ungheria)     | Gal Nevo ( Israele)            | Federico Turrini ( Italia)      |
| Netanya 2015    | Dávid Verrasztó ( Ungheria)     | Roberto Pavoni ( Regno Unito)  | Gal Nevo ( Israele)             |
| Copenaghen 2017 | Péter Bernek ( Ungheria)        | Philip Heintz ( Germania)      | Gergely Gyurta ( Ungheria)      |
| Glasgow 2019    | Max Litchfield ( Gran Bretagna) | Ilia Borodin ( Russia)         | Daniel Pasynkov ( Russia)       |
| Copenaghen 2017 | Ilia Borodin ( Russia)          | Alberto Razzetti ( Italia)     | Hubert Kos ( Ungheria)          |

- Atleta più premiato: László Cseh ( Ungheria)
- Nazione più medagliata:  Ungheria 11  5  2

## Staffette

### 4x50 metri stile libero
| Edizione           | Oro         | Argento          | Bronzo        |
| ------------------ | ----------- | ---------------- | ------------- |
| Gelsenkirchen 1991 | Germania    | Unione Sovietica | Gran Bretagna |
| Espoo 1992         | Svezia      | Germania         | Russia        |
| Gateshead 1993     | Svezia      | Germania         | Croazia       |
| Stavanger 1994     | Svezia      | Germania         | Croazia       |
| Rostock 1996       | Germania    | Croazia          | Norvegia      |
| Sheffield 1998     | Paesi Bassi | Gran Bretagna    | Germania      |
| Lisbona 1999       | Svezia      | Germania         | Paesi Bassi   |
| Valencia 2000      | Svezia      | Germania         | Gran Bretagna |
| Anversa 2001       | Ucraina     | Paesi Bassi      | Svezia        |
| Riesa 2002         | Paesi Bassi | Italia           | Ucraina       |
| Dublino 2003       | Paesi Bassi | Germania         | Ucraina       |
| Vienna 2004        | Paesi Bassi | Germania         | Svezia        |
| Trieste 2005       | Paesi Bassi | Francia          | Gran Bretagna |
| Helsinki 2006      | Svezia      | Francia          | Paesi Bassi   |
| Debrecen 2007      | Svezia      | Francia          | Germania      |
| Fiume 2008         | Francia     | Italia           | Croazia       |
| Istanbul 2009      | Francia     | Croazia          | Italia        |
| Eindhoven 2010     | Italia      | Germania         | Russia        |
| Stettino 2011      | Italia      | Russia           | Belgio        |
| Chartres 2012      | Francia     | Russia           | Belgio        |
| Herning 2013       | Russia      | Italia           | Belgio        |
| Netanya 2015       | Russia      | Italia           | Bielorussia   |
| Copenaghen 2017    | Russia      | Italia           | Polonia       |
| Glasgow 2019       | Russia      | Polonia          | Italia        |
| Kazan 2021         | Paesi Bassi | Italia           | Russia        |

- Nazione più premiata: ( Svezia)

### 4x50 metri misti
| Edizione           | Oro              | Argento       | Bronzo        |
| ------------------ | ---------------- | ------------- | ------------- |
| Gelsenkirchen 1991 | Unione Sovietica | Germania      | Italia        |
| Espoo 1992         | Finlandia        | Svezia        | Russia        |
| Gateshead 1993     | Svezia           | Russia        | Germania      |
| Stavanger 1994     | Germania         | Svezia        | Croazia       |
| Rostock 1996       | Germania         | Italia        | Gran Bretagna |
| Sheffield 1998     | Svezia Germania  |               | Gran Bretagna |
| Lisbona 1999       | Svezia           | Germania      | Gran Bretagna |
| Valencia 2000      | Germania         | Ucraina       | Croazia       |
| Anversa 2001       | Germania         | Gran Bretagna | Svezia        |
| Riesa 2002         | Germania         | Finlandia     | Ucraina       |
| Dublino 2003       | Germania         | Svezia        | Svizzera      |
| Vienna 2004        | Germania         | Ucraina       | Finlandia     |
| Trieste 2005       | Germania         | Ucraina       | Gran Bretagna |
| Helsinki 2006      | Germania         | Finlandia     | Italia        |
| Debrecen 2007      | Germania         | Russia        | Paesi Bassi   |
| Fiume 2008         | Italia           | Germania      | Russia        |
| Istanbul 2009      | Russia           | Germania      | Francia       |
| Eindhoven 2010     | Germania         | Italia        | Russia        |
| Stettino 2011      | Italia           | Russia        | Germania      |
| Chartres 2012      | Francia          | Russia        | Rep. Ceca     |
| Herning 2013       | Russia           | Italia        | Germania      |
| Netanya 2015       | Italia           | Russia        | Bielorussia   |
| Copenaghen 2017    | Russia           | Italia        | Bielorussia   |
| Glasgow 2019       | Russia           | Ungheria      | Bielorussia   |
| Kazan 2021         | Italia           | Russia        | Paesi Bassi   |

- Nazione più premiata: ( Germania)